# 대한민국의 방송통신위원회 부위원장
방송통신위원회 부위원장(放送通信委員會 副委員長)은 위원장을 보좌하는 직위로, 차관급 정무직공무원으로 보한다.

## 임명
- 방송통신위원회 부위원장은 대통령이 임명한다.

## 역할
- 방송통신위원회 부위원장은 위원장을 보좌하여 소관사무를 처리하고 소속공무원을 지휘·감독하며, 위원장이 사고로 직무를 수행할 수 없으면 그 직무를 대행한다.

## 역대 부위원장

### 방송위원회 부위원장
| 정부        | 대수           | 이름                            | 임기                            | 비고 |
| ----------- | -------------- | ------------------------------- | ------------------------------- | ---- |
| 제5공화국   | 초대           | 김규환(金圭煥)                  | 1981년 3월 30일~1982년 3월 19일 |      |
| 제5공화국   | 2대            | 김규환(金圭煥)                  | 1982년 3월 19일~1984년 4월 24일 |      |
| 제5공화국   | 3대            | 최창봉(崔彰鳳)                  | 1984년 4월 25일~1986년 4월 11일 |      |
| 제5공화국   | 4대            | 최창봉(崔彰鳳)                  | 1986년 4월 12일~1987년 4월 10일 |      |
| 제5공화국   | 5대            | 최창봉(崔彰鳳)                  | 1987년 4월 11일~1988년 8월 2일  |      |
| 노태우 정부 | 5대            | 최창봉(崔彰鳳)                  | 1987년 4월 11일~1988년 8월 2일  |      |
| 6대         | 서정우(徐正宇) | 1988년 8월 3일~1990년 12월 5일  |                                 |      |
| 7대         | 김규(金圭)     | 1990년 12월 20일~1993년 1월 7일 |                                 |      |
| 8대         | 최서영(崔瑞泳) | 1993년 1월 8일~1993년 4월 23일  |                                 |      |
| 김영삼 정부 | 9대            | 유재천(劉載天)                  | 1993년 6월 9일~1995년 9월 29일  |      |
| 김영삼 정부 | 10대           | 원우현(元佑鉉)                  | 1995년 9월 30일~1998년 3월 1일  |      |
| 김대중 정부 | 11대           |                                 |                                 |      |
| 김대중 정부 | 12대           | 조강환(曺康煥)                  | 1999년 9월 6일~2000년 2월 13일  |      |
| 김대중 정부 | 13대           | 강대인(姜大仁)                  | 2000년 2월 14일~2002년 2월 21일 |      |
| 김대중 정부 | 14대           | 김동선(金東善)                  | 2002년 2월 22일~2003년 3월 12일 |      |
| 노무현 정부 | 15대           | 이효성(李孝成)                  | 2003년 5월 10일~2006년 7월 12일 |      |
| 노무현 정부 | 16대           | 최민희(崔敏姬)                  | 2006년 7월 14일~2008년 2월 29일 |      |

### 방송통신위원회 부위원장
| 정부        | 대수           | 이름                            | 임기                            | 비고                  |
| ----------- | -------------- | ------------------------------- | ------------------------------- | --------------------- |
| 이명박 정부 | 직무대리       | 김구동                          | 2008년 2월 29일~2008년 3월 17일 | 사무총장으로 직무대행 |
| 이명박 정부 | 직무대리       | 송도균(宋道均)                  | 2008년 3월 18일~2008년 3월 24일 |                       |
| 이명박 정부 | 직무대리       | 형태근(刑泰根)                  | 2008년 3월 24일~2008년 3월 26일 |                       |
| 이명박 정부 | 초대           | 송도균(宋道均)                  | 2008년 3월 26일~2009년 9월 25일 |                       |
| 이명박 정부 | 2대            | 이경자(李京子)                  | 2009년 9월 26일~2011년 3월 25일 |                       |
| 이명박 정부 | 3대            | 홍성규(洪性奎)                  | 2011년 3월 28일~2012년 9월 20일 |                       |
| 이명박 정부 | 4대            | 김충식(金忠植)                  | 2012년 9월 24일~2014년 4월 25일 |                       |
| 박근혜 정부 | 4대            | 김충식(金忠植)                  | 2012년 9월 24일~2014년 4월 25일 |                       |
| 5대         | 허원제(許元齊) | 2014년 4월 26일~2015년 10월 5일 |                                 |                       |
| 6대         | 김재홍(金在洪) | 2015년 10월 6일~2017년 3월 25일 |                                 |                       |
| 문재인 정부 | 7대            | 허욱(墟昱)                      | 2017년 8월 3일~2019년 2월 1일   |                       |
| 문재인 정부 | 8대            | 김석진(金碩鎭)                  | 2019년 2월 1일~2020년 3월 26일  |                       |
| 문재인 정부 | 9대            | 표철수(表哲洙)                  | 2020년 4월 29일~2020년 7월 31일 |                       |
| 문재인 정부 | 10대           | 김현(金玄)                      | 2020년 8월 26일~2022년 1월 31일 |                       |
| 문재인 정부 | 11대           | 안형환(安亨奐)                  | 2022년 2월 1일~2023년 3월 31일  |                       |
| 윤석열 정부 | 12대           | 김효재(金孝在)                  | 2023년 6월 14일~2023년 8월 23일 |                       |
| 윤석열 정부 | 13대           | 이상인(李相仁)                  | 2023년 9월 8일~2024년 7월 26일  |                       |
| 윤석열 정부 | 14대           | 김태규(金泰圭)                  | 2024년 7월 31일~2025년 7월 1일  |                       |

## 같이 보기
- 방송통신위원회
- 방송통신위원회 위원장
- 방송통신위원회 상임위원